# ベンノ・マルティン
ベンノ・フランツ・テオドール・マルティン（Benno Franz Theodor Martin, 1893年2月12日 - 1975年7月2日）は、ナチス・ドイツの親衛隊 (SS) の将軍。最終階級は親衛隊大将、警察大将及び武装親衛隊大将。

## 経歴
ドイツ帝国バイエルン王国のカイザースラウテルンにて法曹の息子として出生。法学を学んだのち、1914年5月に陸軍に入隊。第一次世界大戦中は第10バイエルン王国砲兵連隊に所属し、1915年3月に中尉に昇進した。また1914年に一級鉄十字章および二級鉄十字章を受章した。1919年の4月から5月にかけてエップ義勇軍に参加し、その後バイエルン州警察に入署した。1923年にエアランゲン大学で博士論文を提出して法学博士となった。1925年よりニュルンベルク＝フュルト警察本部所属となった。
1933年5月1日に国家社会主義ドイツ労働者党に入党（党員番号2,714,474）。1934年4月10日に親衛隊少尉の階級で親衛隊に入隊（隊員番号187,117）し第3親衛隊連隊に所属した。1934年3月よりニュルンベルク警察本部長代理となり、後に本部長に就任。9月9日には親衛隊中尉となり、1935年4月20日には親衛隊大尉に昇進した。1936年5月に第9親衛隊地区の幕僚となり、9月15日には親衛隊少佐に昇進した。10月からはニュルンベルクの保安警察及びSD指導者となった。1937年9月12日に親衛隊大佐に昇進した。1938年11月9日には親衛隊上級大佐に昇進し、12月には親衛隊本部に配属された。1941年4月20日に親衛隊少将に昇進し、5月より国家保安本部所属となった。また5月7日より親衛隊上級地区「マイン川」指導者となった。1942年1月30日に警察少将となり、4月20日に親衛隊中将及び警察中将となった。1942年12月17日に「マイン川」親衛隊及び警察高級指導者に任じられた。1944年8月1日に親衛隊大将、警察大将及び武装親衛隊大将に昇進した。
1945年5月に逮捕され、1949年まで拘留された。フランケンのユダヤ人を強制収容所へ抑留したことを理由に起訴されたが、1953年にニュルンベルク州裁判所により無罪となった。1975年7月2日にミュンヘンで死去した。

## キャリア

### 階級
- 1934年4月10日、親衛隊少尉
- 1934年9月9日、親衛隊中尉
- 1935年4月20日、親衛隊大尉
- 1935年9月15日、親衛隊少佐
- 1937年9月12日、親衛隊大佐
- 1938年11月9日、親衛隊上級大佐
- 1941年4月20日、親衛隊少将
- 1942年1月30日、警察少将
- 1942年4月20日、親衛隊中将及び警察中将
- 1944年8月1日、親衛隊大将、警察大将及び武装親衛隊大将[3]

### 受章歴
- 鉄十字勲章
  - 二級鉄十字章
  - 一級鉄十字章
- 戦功十字章
  - 一級剣付戦功十字章
  - 二級剣付戦功十字章
- 戦傷章黒章
- 名誉十字章前線戦士章
- 親衛隊全国指導者名誉長剣
- 親衛隊名誉リング